# Mistrovství světa v alpském lyžování 2021 – superkombinace mužů
Superkombinace mužů na Mistrovství světa v alpském lyžování 2021 se konala v pondělí 15. února 2021 jako třetí mužský závod světového šampionátu v Cortině d'Ampezzo. Původně měla proběhnout již 10. února, ale organizátoři ji odložili. Superobří slalom na sjezdovce Olympia delle Tofane odstartoval v 11.15 hodin místního času. Odpolední slalom na něj navázal od 15.20 hodin. Do závodu nastoupilo 44 lyžařů z 22 států.

## Medailisté
Mistrem světa se stal 25letý Rakušan Marco Schwarz, který po superobřím slalomu figuroval na páté příčce. Nejrychlejším časem ve slalomu si zajistil první titul na světových šampionátech a celkově čtvrtý kov z této vrcholné akce. Navázal také na bronz ze stejné disciplíny v Åre 2019.
S minimální ztrátou čtyř setin sekundy vybojoval stříbro 29letý Francouz Alexis Pinturault, jenž obhajoval prvenství z Åre 2019.  Hlavní favorit obsadil v obou částech závodu druhé místo a připsal si šestou medaili ze světových šampionátů. V letech 2013–2020 ve Světovém poháru šestkát ovládl celkové hodnocení kombinace.
Bronz si odvezl 24letý Švýcar Loïc Meillard, který za šampionem zaostal o jednu sekundu a dvanáct setin. Ve čtvrtém startu na  mistrovstvích světa nastoupil poprvé do kombinačního závodu.

## Výsledky
| P                                                                   | SČ | lyžař                          | stát            | Super-G                 | pořadí                  | slalom                       | pořadí                       | celkově                      | ztráta                       |
| ------------------------------------------------------------------- | -- | ------------------------------ | --------------- | ----------------------- | ----------------------- | ---------------------------- | ---------------------------- | ---------------------------- | ---------------------------- |
| Zlatá medaile                                                       | 14 | Marco Schwarz                  | Rakousko        | 1:20,35                 | 5.                      | 45,51                        | 1.                           | 2:05,86                      | —                            |
| Stříbrná medaile                                                    | 5  | Alexis Pinturault              | Francie         | 1:20,03                 | 2.                      | 45,87                        | 2.                           | 2:05,90                      | +0,04                        |
| Bronzová medaile                                                    | 1  | Loïc Meillard                  | Švýcarsko       | 1:20,38                 | 6.                      | 46,60                        | 3.                           | 2:06,98                      | +1,12                        |
| 4.                                                                  | 32 | James Crawford                 | Kanada          | 1:19,95                 | 1.                      | 47,24                        | 5.                           | 2:07,19                      | +1,33                        |
| 5.                                                                  | 21 | Simon Jocher                   | Německo         | 1:20,61                 | 9.                      | 47,71                        | 6.                           | 2:08,32                      | +2,46                        |
| 6.                                                                  | 9  | Victor Muffat-Jeandet          | Francie         | 1:21,95                 | 24.                     | 47,10                        | 4.                           | 2:09,05                      | +3,19                        |
| 7.                                                                  | 3  | Riccardo Tonetti               | Itálie          | 1:20,64                 | 10.                     | 48,75                        | 12.                          | 2:09,39                      | +3,53                        |
| 8.                                                                  | 15 | Justin Murisier                | Švýcarsko       | 1:21,59                 | 20.                     | 47,95                        | 9.                           | 2:09,54                      | +3,68                        |
| 9.                                                                  | 20 | Jan Zabystřan                  | Česko           | 1:21,59                 | 20.                     | 48,10                        | 10.                          | 2:09,69                      | +3,83                        |
| 10.                                                                 | 30 | Trevor Philp                   | Kanada          | 1:20,95                 | 11.                     | 48,77                        | 13.                          | 2:09,72                      | +3,86                        |
| 11.                                                                 | 24 | Broderick Thompson             | Kanada          | 1:21,25                 | 14.                     | 48,85                        | 14.                          | 2:10,10                      | +4,24                        |
| 12.                                                                 | 25 | Albert Ortega                  | Španělsko       | 1:22,27                 | 30.                     | 48,73                        | 11.                          | 2:11,00                      | +5,14                        |
| 13.                                                                 | 33 | Barnabás Szőllős               | Izrael          | 1:23,21                 | 32.                     | 47,93                        | 8.                           | 2:11,14                      | +5,28                        |
| 14.                                                                 | 16 | Christof Innerhofer            | Itálie          | 1:21,79                 | 22.                     | 49,71                        | 15.                          | 2:11,50                      | +5,64                        |
| 15.                                                                 | 36 | Armand Marchant                | Belgie          | 1:24,09                 | 33.                     | 47,76                        | 7.                           | 2:11,85                      | +5,99                        |
| 16.                                                                 | 10 | Bryce Bennett                  | USA             | 1:21,11                 | 13.                     | 51,12                        | 18.                          | 2:12,23                      | +6,37                        |
| 17.                                                                 | 31 | Nejc Naraločnik                | Slovinsko       | 1:22,09                 | 28.                     | 50,81                        | 17.                          | 2:12,90                      | +7,04                        |
| 18.                                                                 | 39 | Cristian Javier Simari Birkner | Argentina       | 1:24,77                 | 35.                     | 50,03                        | 16.                          | 2:14,80                      | +8,94                        |
| 19.                                                                 | 27 | Henrik Røa                     | Norsko          | 1:22,86                 | 31.                     | 52,01                        | 19.                          | 2:14,87                      | +9,01                        |
| 20.                                                                 | 40 | Juan Pablo Vallecillo          | Argentina       | 1:25,07                 | 36.                     | 52,53                        | 21.                          | 2:17,60                      | +11,74                       |
| 21.                                                                 | 35 | Benjamin Szőllős               | Izrael          | 1:26,40                 | 39.                     | 52,28                        | 20.                          | 2:18,68                      | +12,82                       |
| 22.                                                                 | 26 | Jeffrey Read                   | Kanada          | 1:21,27                 | 15.                     | 1:04,27                      | 22.                          | 2:25,54                      | +19,68                       |
| 23.                                                                 | 29 | Giovanni Franzoni              | Itálie          | 1:21,42                 | 18.                     | 1:07,46                      | 23.                          | 2:28,88                      | +23,02                       |
| —                                                                   | 13 | Vincent Kriechmayr             | Rakousko        | 1:20,25                 | 3.                      | nedojel do cíle slalomu      | nedojel do cíle slalomu      | nedojel do cíle slalomu      | nedojel do cíle slalomu      |
| —                                                                   | 7  | Matthias Mayer                 | Rakousko        | 1:20,27                 | 4.                      | nedojel do cíle slalomu      | nedojel do cíle slalomu      | nedojel do cíle slalomu      | nedojel do cíle slalomu      |
| —                                                                   | 12 | Luca Aerni                     | Švýcarsko       | 1:20,48                 | 7.                      | nedojel do cíle slalomu      | nedojel do cíle slalomu      | nedojel do cíle slalomu      | nedojel do cíle slalomu      |
| —                                                                   | 6  | Gino Caviezel                  | Švýcarsko       | 1:20,51                 | 8.                      | nedojel do cíle slalomu      | nedojel do cíle slalomu      | nedojel do cíle slalomu      | nedojel do cíle slalomu      |
| —                                                                   | 18 | Miha Hrobat                    | Slovinsko       | 1:21,40                 | 16.                     | nedojel do cíle slalomu      | nedojel do cíle slalomu      | nedojel do cíle slalomu      | nedojel do cíle slalomu      |
| —                                                                   | 19 | Martin Čater                   | Slovinsko       | 1:21,46                 | 19.                     | nedojel do cíle slalomu      | nedojel do cíle slalomu      | nedojel do cíle slalomu      | nedojel do cíle slalomu      |
| —                                                                   | 23 | Olle Sundin                    | Švédsko         | 1:21,94                 | 23.                     | nedojel do cíle slalomu      | nedojel do cíle slalomu      | nedojel do cíle slalomu      | nedojel do cíle slalomu      |
| —                                                                   | 22 | Felix Monsén                   | Švédsko         | 1:21,97                 | 25.                     | nedojel do cíle slalomu      | nedojel do cíle slalomu      | nedojel do cíle slalomu      | nedojel do cíle slalomu      |
| —                                                                   | 28 | Willis Feasey                  | Nový Zéland     | 1:21,98                 | 26.                     | nedojel do cíle slalomu      | nedojel do cíle slalomu      | nedojel do cíle slalomu      | nedojel do cíle slalomu      |
| —                                                                   | 44 | Juhan Luik                     | Estonsko        | 1:25,25                 | 37.                     | nedojel do cíle slalomu      | nedojel do cíle slalomu      | nedojel do cíle slalomu      | nedojel do cíle slalomu      |
| —                                                                   | 43 | Ivan Kovbasňuk                 | Ukrajina        | 1:26,19                 | 38.                     | nedojel do cíle slalomu      | nedojel do cíle slalomu      | nedojel do cíle slalomu      | nedojel do cíle slalomu      |
| —                                                                   | 38 | Boštjan Kline                  | Slovinsko       | 1:21,41                 | 17.                     | diskvalifikován              | diskvalifikován              | diskvalifikován              | diskvalifikován              |
| —                                                                   | 11 | Kjetil Jansrud                 | Norsko          | 1:20,95                 | 11.                     | nenastoupil na start slalomu | nenastoupil na start slalomu | nenastoupil na start slalomu | nenastoupil na start slalomu |
| —                                                                   | 17 | Nils Allègre                   | Francie         | 1:22,04                 | 27.                     | nenastoupil na start slalomu | nenastoupil na start slalomu | nenastoupil na start slalomu | nenastoupil na start slalomu |
| —                                                                   | 2  | Jared Goldberg                 | USA             | 1:22,21                 | 29.                     | nenastoupil na start slalomu | nenastoupil na start slalomu | nenastoupil na start slalomu | nenastoupil na start slalomu |
| —                                                                   | 42 | Arnaud Alessandria             | Monako          | 1:24,20                 | 34.                     | nenastoupil na start slalomu | nenastoupil na start slalomu | nenastoupil na start slalomu | nenastoupil na start slalomu |
| —                                                                   | 4  | Mattias Rönngren               | Švédsko         | nedojel do cíle Super-G | nedojel do cíle Super-G | nedojel do cíle Super-G      | nedojel do cíle Super-G      | nedojel do cíle Super-G      | nedojel do cíle Super-G      |
| —                                                                   | 8  | Marco Pfiffner                 | Lichtenštejnsko | nedojel do cíle Super-G | nedojel do cíle Super-G | nedojel do cíle Super-G      | nedojel do cíle Super-G      | nedojel do cíle Super-G      | nedojel do cíle Super-G      |
| —                                                                   | 34 | Ondřej Berndt                  | Česko           | nedojel do cíle Super-G | nedojel do cíle Super-G | nedojel do cíle Super-G      | nedojel do cíle Super-G      | nedojel do cíle Super-G      | nedojel do cíle Super-G      |
| —                                                                   | 37 | Martin Bendík                  | Slovensko       | nedojel do cíle Super-G | nedojel do cíle Super-G | nedojel do cíle Super-G      | nedojel do cíle Super-G      | nedojel do cíle Super-G      | nedojel do cíle Super-G      |
| —                                                                   | 41 | Marcus Vorre                   | Dánsko          | nedojel do cíle Super-G | nedojel do cíle Super-G | nedojel do cíle Super-G      | nedojel do cíle Super-G      | nedojel do cíle Super-G      | nedojel do cíle Super-G      |
| Super-G odstartovalo v 11.15 hodin a slalom ve 15.20 hodin (UTC+1). |    |                                |                 |                         |                         |                              |                              |                              |                              |